# Cabana de l'Enrica
La Cabana de l'Enrica és una cabana agrícola del terme municipal d'Isona i Conca Dellà, a l'antic terme d'Isona.
Està situada al nord de la vila d'Isona, a l'esquerra del barranc del Mas de Mitjà, prop del lloc per on passava el límit amb Sant Romà d'Abella, límit actualment inexistent, en haver-se integrat tots dos antics termes en el mateix municipi actual.